# چاینا گروو (تگزاس)
چاینا گروو، تگزاس(به انگلیسی: China Grove, Texas) شهری در ایالت تگزاس از ایالات جنوبی ایالات متحده آمریکا است. در سرشماری سال ۲۰۰۰، جمعیت این شهر ۱۲۴۷ نفر اعلام شد.